# David Childs
David Childs (1. dubna 1941 Princeton, New Jersey, USA – 26. března 2025, New York), celým jménem David Magie Childs, byl americký architekt, předseda uznávané architektonické firmy Skidmore, Owings and Merrill (SOM). Je členem amerického institutu architektů (American Institute of Architects – AIA). V roce 2002 byl jmenován do americké komise výtvarných umění (U.S. Commission of Fine Arts – CFA), které v letech 2003 až 2005 předsedoval. Proslul mimo jiné návrhem nejdražšího a zjevně tak nejbezpečnějšího mrakodrapu na světě – One World Trade Center, jenž se stal novou dominantou New Yorku (po zničených Twin Towers). Mezi jeho další díla patří např. 7 WTC, Time Warner Center, nebo mezinárodní letiště Changi v Singapuru.
Začal studoval na Deerfieldově akademii v Massachusetts. Později se dostal na Yaleovu univerzitu, kde se věnoval zoologii, nakonec ho však uchvátila studie umění a architektury, kterou v roce 1967 úspěšně dokončil a získal magisterský titul. K týmu architektů SOM se Childs připojil v roce 1971, během plánované přestavby Pennsylvania Avenue ve Washingtonu, D.C..
Byl ženatý, měl tři děti a s rodinou žil v New Yorku, kde 26. března 2025 zemřel.